# Ryan Lochte

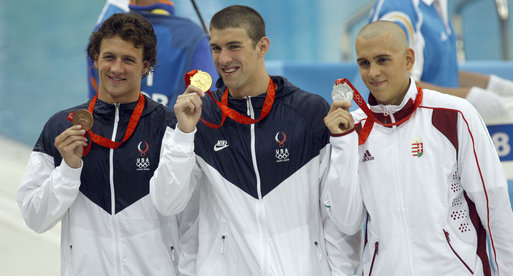
Medaliści igrzysk 2008. Od lewej: Ryan Lochte, Michael Phelps, László Cseh.

Ryan Steven Lochte (ur. 3 sierpnia 1984 w Canandaigua w stanie Nowy Jork) – amerykański pływak, dwunastokrotny medalista olimpijski, mistrz świata, wielokrotny rekordzista świata, a także mistrz świata na krótkim basenie.

## Kariera pływacka
Specjalizuje się w stylach grzbietowym, dowolnym i zmiennym.
Pływać zaczął w wieku 8 lat. Jego rodzice są trenerami pływania.
Ryan Lochte trenuje w sekcji Daytona Beach Speed Swimming na Uniwersytecie Floryda.
W 2010 i 2011 roku Amerykanin został wybrany najlepszym pływakiem w Stanach Zjednoczonych oraz na świecie.
Dnia 28 lipca 2011 roku podczas mistrzostw świata w Szanghaju, jako pierwszy pływak po zakazaniu stosowania kostiumów poliuretanowych przez FINA od 1 stycznia 2010 roku, pobił rekord świata na 200 m stylem zmiennym (basen 50 m) uzyskując wynik 1:54,00 min.
Na igrzyskach olimpijskich W Rio de Janeiro zdobył złoty medal w sztafecie 4 × 200 m stylem dowolnym. Indywidualnie startował na 200 m stylem zmiennym. W finale tej konkurencji z czasem 1:57,47 min zajął piąte miejsce.

### Sukcesy

#### Igrzyska olimpijskie
| Olimpiada           | Data             | Konkurencja               | Rezultat    | Miejsce |
| ------------------- | ---------------- | ------------------------- | ----------- | ------- |
| Ateny 2004          | 17 sierpnia 2004 | 4 × 200 m stylem dowolnym | 7:07,33 min |         |
| Ateny 2004          | 19 sierpnia 2004 | 200 m stylem zmiennym     | 1:58,78 min |         |
| Pekin 2008          | 10 sierpnia 2008 | 400 m stylem zmiennym     | 4:08,09 min |         |
| Pekin 2008          | 13 sierpnia 2008 | 4 × 200 m stylem dowolnym | 6:58,56 min |         |
| Pekin 2008          | 15 sierpnia 2008 | 200 m stylem grzbietowym  | 1:53,94 min |         |
| Pekin 2008          | 15 sierpnia 2008 | 200 m stylem zmiennym     | 1:56,53 min |         |
| Londyn 2012         | 28 lipca 2012    | 400 m stylem zmiennym     | 4:05,18 min |         |
| Londyn 2012         | 29 lipca 2012    | 4 × 100 m stylem dowolnym | 3:10,38 min |         |
| Londyn 2012         | 31 lipca 2012    | 4 × 200 m stylem dowolnym | 6:59,70 min |         |
| Londyn 2012         | 2 sierpnia 2012  | 200 m stylem zmiennym     | 1:54,90 min |         |
| Londyn 2012         | 2 sierpnia 2012  | 200 m stylem grzbietowym  | 1:53,94 min |         |
| Rio de Janeiro 2016 | 9 sierpnia 2016  | 4 × 200 m stylem dowolnym | 7:00,66 min |         |

#### Mistrzostwa świata
- 2005 Montreal –  (200 m stylem grzbietowym)
- 2005 Montreal –  (200 m stylem zmiennym)
- 2005 Montreal –  (sztafeta 4 × 200 m stylem dowolnym)
- 2007 Melbourne –  (100 m stylem grzbietowym)
- 2007 Melbourne –  (200 m stylem grzbietowym)
- 2007 Melbourne –  (200 m stylem zmiennym)
- 2007 Melbourne –  (400 m stylem zmiennym)
- 2007 Melbourne –  (sztafeta 4 × 200 m stylem dowolnym)
- 2009 Rzym –  (sztafeta 4 × 100 m stylem dowolnym)
- 2009 Rzym –  (200 m stylem zmiennym)
- 2009 Rzym –  (200 m stylem grzbietowym)
- 2009 Rzym –  (sztafeta 4 × 200 m stylem dowolnym)
- 2009 Rzym –  (400 m stylem zmiennym)
- 2011 Szanghaj –  (200 m stylem dowolnym)
- 2011 Szanghaj –  (200 m stylem zmiennym) (WR)
- 2011 Szanghaj –  (200 m stylem grzbietowym)
- 2011 Szanghaj –  (400 m stylem zmiennym)
- 2011 Szanghaj –  (4 × 200 m stylem dowolnym)
- 2011 Szanghaj –  (4 × 100 m stylem dowolnym)
- 2013 Barcelona –  (4 × 100 m stylem dowolnym)
- 2013 Barcelona –  (200 m stylem grzbietowym)
- 2013 Barcelona –  (4 × 200 m stylem dowolnym)

#### Mistrzostwa świata (basen 25 m)
- 2004 Indianapolis –  (sztafeta 4 × 200 m stylem dowolnym)
- 2004 Indianapolis –  (200 m stylem zmiennym)
- 2004 Indianapolis –  (200 m stylem dowolnym)
- 2006 Szanghaj –  (200 m stylem zmiennym)
- 2006 Szanghaj –  (400 m stylem zmiennym)
- 2006 Szanghaj –  (200 m stylem grzbietowym)
- 2006 Szanghaj –  (sztafeta 4 × 100 m stylem zmiennym)
- 2006 Szanghaj –  (sztafeta 4 × 100 m stylem dowolnym)
- 2006 Szanghaj –  (sztafeta 4 × 200 m stylem dowolnym)
- 2008 Manchester –  (100 m stylem zmiennym)
- 2008 Manchester –  (200 m stylem zmiennym)
- 2008 Manchester –  (400 m stylem zmiennym)
- 2008 Manchester –  (sztafeta 4 × 100 m stylem dowolnym)
- 2008 Manchester –  (200 m stylem grzbietowym)
- 2008 Manchester –  (sztafeta 4 × 100 m stylem zmiennym)
- 2010 Dubaj –  (100 m stylem zmiennym)
- 2010 Dubaj –  (200 m stylem dowolnym)
- 2010 Dubaj –  (200 m stylem grzbietowym)
- 2010 Dubaj –  (200 m stylem zmiennym)
- 2010 Dubaj –  (400 m stylem zmiennym)
- 2010 Dubaj –  (sztafeta 4 × 100 m stylem zmiennym)
- 2010 Dubaj –  (4 × 100 m stylem dowolnym)
- 2012 Stambuł –  (200 m stylem dowolnym)
- 2012 Stambuł –  (sztafeta 4 × 100 m stylem dowolnym)
- 2012 Stambuł –  (100 m stylem motylkowym)
- 2012 Stambuł –  (sztafeta 4 × 200 m stylem dowolnym)
- 2012 Stambuł –  (100 m stylem zmiennym)
- 2012 Stambuł –  (200 m stylem zmiennym)
- 2012 Stambuł –  (200 m stylem grzbietowym)
- 2012 Stambuł –  (sztafeta 4 × 100 m stylem zmiennym)

## Rekordy świata
| Data             | Miejsce    | Basen      | Konkurencja              | Rezultat    | Status                                 |
| ---------------- | ---------- | ---------- | ------------------------ | ----------- | -------------------------------------- |
| 7 kwietnia 2006  | Szanghaj   | 25-metrowy | 200 m stylem zmiennym    | 1:53.31 min | do 18 listopada 2007 Thiago Pereira    |
| 9 kwietnia 2006  | Szanghaj   | 25-metrowy | 100 m stylem grzbietowym | 49.99 s     | do 11 listopada 2008 Peter Marshall    |
| 9 kwietnia 2006  | Szanghaj   | 25-metrowy | 200 m stylem grzbietowym | 1:49.05 min | do 13 kwietnia 2008 Markus Rogan       |
| 30 marca 2007    | Melbourne  | 50-metrowy | 200 m stylem grzbietowym | 1:54.32 min | do 15 sierpnia 2008                    |
| 11 kwietnia 2008 | Manchester | 25-metrowy | 200 m stylem zmiennym    | 1:51.56 min | do 15 listopada 2009 Darian Townsend   |
| 12 kwietnia 2008 | Manchester | 25-metrowy | 100 m stylem zmiennym    | 51.25 s     | do 13 kwietnia 2008                    |
| 13 kwietnia 2008 | Manchester | 25-metrowy | 100 m stylem zmiennym    | 51.15 s     | do 14 listopada 2009 Siergiej Fiesikow |
| 15 sierpnia 2008 | Pekin      | 50-metrowy | 200 m stylem grzbietowym | 1:53.94 min | do 11 lipca 2009 Aaron Peirsol         |
| 30 lipca 2009    | Rzym       | 50-metrowy | 200 m stylem zmiennym    | 1:54.10 min | do 28 lipca 2011                       |
| 16 grudnia 2010  | Dubaj      | 25-metrowy | 400 m stylem zmiennym    | 3:55.50 min | do 20 grudnia 2019 Daiya Seto          |
| 17 grudnia 2010  | Dubaj      | 25-metrowy | 200 m stylem zmiennym    | 1:50.08 min | do 14 grudnia 2012                     |
| 28 lipca 2011    | Szanghaj   | 50-metrowy | 200 m stylem zmiennym    | 1:54.00 min | aktualny                               |
| 14 grudnia 2012  | Stambuł    | 25-metrowy | 200 m stylem zmiennym    | 1:49.63 min | aktualny                               |
| 15 grudnia 2012  | Stambuł    | 25-metrowy | 100 m stylem zmiennym    | 50.71 s     | do 7 grudnia 2014 Markus Deibler       |

## Wyróżnienia
- 2010, 2011: najlepszy pływak na Świecie
- 2010, 2011: najlepszy pływak w USA

## Działalność pozasportowa
Gościł w jednym z odcinków serialu 90210.
W kwietniu 2013 stacja telewizyjna E! Entertainment wyemituje sześcioodcinkowy serial Co zrobi Ryan Lochte? (ang. What Would Ryan Lochte Do?), w którym zagra główną rolę.

## Życie prywatne
Jego żoną jest modelka Kayla Rae Reid, z którą ma dwoje dzieci: syna Caidena (ur. 8 czerwca 2017) i córkę (ur. 17 czerwca 2019).